# Экриксинатозавр
Экриксинатозавр (лат. Ekrixinatosaurus) — род крупных плотоядных динозавров из семейства абелизаврид, живших в раннемеловую эпоху. Обитал на территории современной Аргентины. Латинское название происходит от древнегреческих слов и переводится как «рождённый взрывом ящер». Причина проста: теропод был обнаружен во время взрывных работ при прокладке трубопровода. Является одним из крупнейших абелизаврид.

## История обнаружения
Экриксинатозавр известен только по экземпляру голотипа MUCPv 294, представляющему собой частичный скелет. К сожалению, череп из этого набора также фрагментарен. Экземпляр был найден при строительных работах в 34 километрах северо-западнее административного центра Аньело (провинция Неукен, Аргентина) в 1999 году. Пласты, в которых обнаружена находка, причисляются к богатой формации Канделерос, в свою очередь являющейся частью огромной формации Рио Лемай.
Описание экриксинатозавра было сделано аргентинским палеонтологом Хорхе Кальво вместе с его чилийскими коллегами Давидом Рубиларом-Роджерсом и Кареном Морено в 2004 году. В 2011 году вышла небольшая обобщающая статья с уточнением размера и анализом характеристик.

## Описание

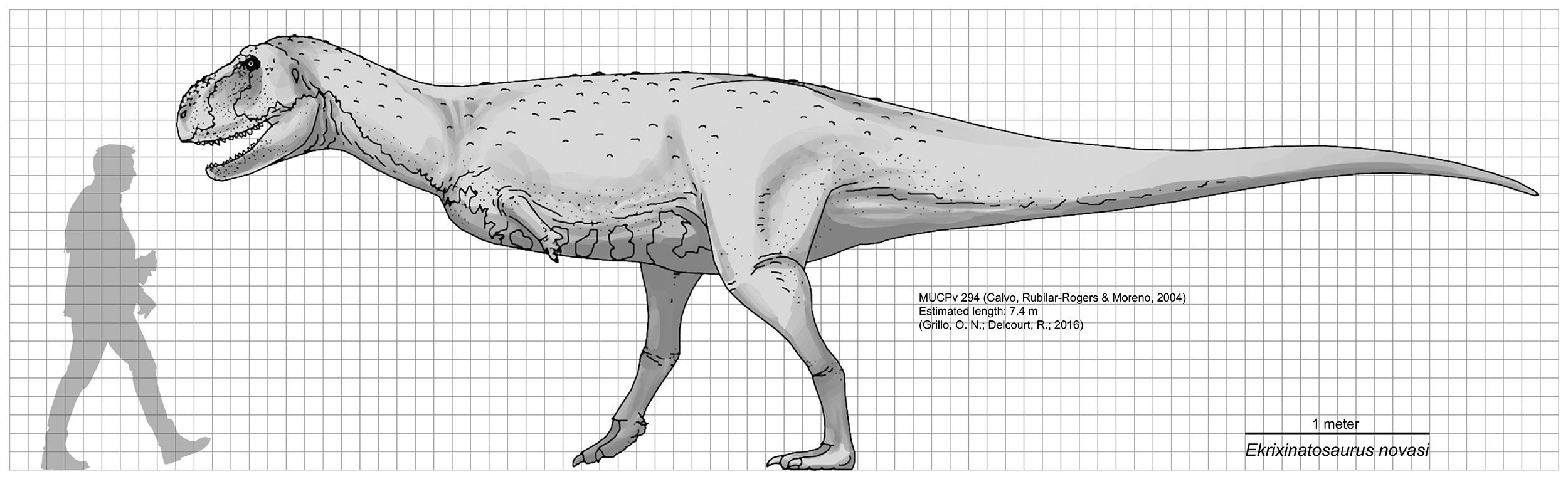
Размеры экриксинатозавра и человека

Длина тела экриксинатозавра достигала 6,6—8,2 м, несмотря на то, что, по оценкам 2011 года, он рассматривался как крупнейший абелизаврид, до 11 метров длиной. На текущий момент крупнейшим абелизавридом считается Pycnonemosaurus, достигавший 8,6—9,2 м в длину.
Передвигался экриксинатозавр на двух сильных ногах, которые были относительно короткими для его семейства. Длина бедренной кости крупнейшего известного образца — 77,6 см, а ширина — 11,5. Длина большеберцовой кости — 69,4 см, а ширина — 10,5. Передние конечности были небольшими, поэтому в процессе охоты они задействованы не были. Общая форма черепа близка к таковой у майюнгазавра и скорпиовенатора. Но голова экриксинатозавра была относительно больше, чем у других абелизаврид. Последние оценки длины черепа — 105 см, а ширины — 54,3 см. Закруглённые зубы намного тупее, чем у майюнгазавра, карнотавра и других крупных абелизаврид. Следовательно, это был эффективный инструмент для удержания жертвы и, возможно, дробления костей, но не для откусывания кусков мяса от живых зауроподов. В спекулятивных предположениях экриксинатозавр имел небольшой выступ над глазами, как у раджазавра, либо зачатки рожек карнотавра. Расположение глазниц позволяет сделать также промежуточный вывод о достаточно развитом бинокулярном зрении. Обладал весьма крепким телосложением. Позвонки, в частности отверстия в них, имеют немного отличную от других абелизаврид форму. Длинный, относительно тонкий хвост служил динозавру балансиром при передвижении.

## Череп

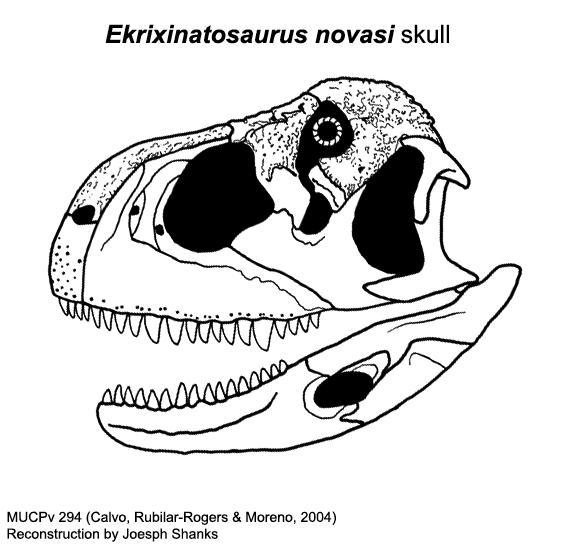
Череп

Форма черепа экриксинатозавра была не похожа на таковую у большинства других хищных динозавров. Его череп напоминал по форме букву U. Такая конструкция более эффективна для сильного сжатия челюстей, чем форма в виде буквы V, но менее эффективна для откусывания кусков мяса. Зубы у экриксинатозавра были сравнительно небольшими (по оценкам около 13 см), но довольно толстыми. Скорей всего также, как и у других абелизаврид, они имели зазубрины с двух сторон.

## Питание и образ жизни
Ранее имелось предположение, что абелизавриды развились в Южной Америке от мелких форм до более крупных после вымирания крупнейших кархародонтозаврид и освобождения ниши доминирующих хищников. Но сейчас с уверенностью можно сказать (в том числе благодаря находке экриксинатозавра), что это не так. Семейства развивались параллельно и независимо друг от друга и экриксинатозавр сосуществовал с гораздо более крупным и сильным хищником — гиганотозавром. Вероятно, он охотился на значительно менее крупных животных, чем гиганотозавр, и тем самым избегал конкуренции.